# Ophioplinthaca codonomorpha
Ophioplinthaca codonomorpha är en ormstjärneart som först beskrevs av Clark 1911.  Ophioplinthaca codonomorpha ingår i släktet Ophioplinthaca och familjen knotterormstjärnor. Inga underarter finns listade i Catalogue of Life.